# فرودگاه صحرائی لوزاردی
فرودگاه صحرائی لوزاردی (به انگلیسی: Lusardi Field) یک فرودگاه خصوصی است که یک باند فرود چمن دارد و طول باند آن ۶۷۰ متر است. این فرودگاه در کشور ایالات متحده آمریکا قرار دارد و در ارتفاع ۶۲ متری از سطح دریا واقع شده است.